# سونيا كيريتا
سونيا كيريتا (بالكرواتية: Sonja Kireta) مواليد 21 أكتوبر 1976 في زغرب، جمهورية يوغوسلافيا الاشتراكية الاتحادية، هي لاعبة كرة سلة كرواتية سابقة. بدأت مسيرتها الاحترافية في سنة 1993. اعتزلت اللعب في 2015.

## المسيرة الاحترافية
لعبت مع نادي نوفي زغرب لكرة السلة من سنة 1993 إلى 1999، ثم لعبت مع نادي بوتاش الرياضي في موسم 2001–2002، ثم لعبت مع نادي سيلتا دي فيغو لكرة السلة في موسم 2003–2004، ثم لعبت مع روس كاسارس فالنسيا في موسم 2004–2005، ثم لعبت مع نادي بورجيز لكرة السلة للسيدات من سنة 2006 إلى 2008.

## روابط خارجية
- سونيا كيريتا على موقع الاتحاد الدولي لكرة السلة (الإنجليزية)
- سونيا كيريتا على موقع كرة السلة الأوروبية.كوم (الإنجليزية)
- سونيا كيريتا على موقع بروبوليرز (الإنجليزية)